# おとぎの国のBirthday
「おとぎの国のBirthday」は、1989年2月14日に発売された酒井法子の9枚目のシングル。NHK『みんなのうた』で放送された（1988年12月 - 1989年1月）。

## 概要
誕生日の朝におとぎ話の主人公になる夢を見る少女の歌。1番は白雪姫、2番はシンデレラ、3番はかぐや姫となっている。放送では1番と、3番の後半部が歌われた。
アニメーションは月岡貞夫。この作品を最後に、平成に入ってから30年以上、みんなのうたを担当していない。
編曲は山本健司であるが、初放送のクレジットが誤植で「山本達雄」となっている。

## 収録曲
1. おとぎの国のBirthday
作詞：石坂まさを／作曲：和泉常寛／編曲：山本健司
2. 星屑のアリス
作詞：月岡貞夫／作曲：歩一／編曲：山本健司
3. おとぎの国のBirthday（オリジナル・カラオケ、CDのみ）